# Nele Swanton
Nele Swanton (* 1986 in Waterford, Irland) ist eine irisch-belgische Schauspielerin.

## Biografie
Swanton ist die Tochter eines irischen Musikers und einer belgischen Mutter. Aufgewachsen ist das im irischen Waterford geborene Mädchen bilingual in einem Fischerstädtchen in der Nähe. Aus familiären Gründen zog die Familie, als Swanton drei Jahre alt war, nach Antwerpen in Belgien und als sie vier war ins schwäbische Rottweil. Nach der Mittleren Reife betreute Swanton im Rahmen eines Freiwilligen Sozialen Jahres Behinderte in Irland, wo sie auch Zeit fürs Jugendtheater fand. Von 2007 bis 2011 besuchte Swanton die Arturo Schauspielschule in Köln. Im Rahmen ihrer Ausbildung absolvierte sie von 2009 bis 2010 ein Kameraseminar bei Dana Geissler und anschließend bis 2011 bei Dennis Todorović.
In der Spielzeit 2012/2013 war Swanton im Ensemble des Westfälischen Landestheaters. Nachdem sie zunächst nur als Gast in den Stücken Schaf und Der goldene Drache am Theater Aachen ein Gastspiel gab, wechselte sie in der Spielzeit 2013/2014 fest ins Ensemble des Aachener Theaters über. Sabine Rother schrieb in der Aachener Zeitung zur Aufführung des Theaterstücks Der goldene Drache von Roland Schimmelpfennig durch Regisseurin Ewa Teilmans, „das extrem schwierige Stück“ umzusetzen sei „Schwerstarbeit, die ohne ihre fünf grandiosen Akteure Felix Strüven, Elisabeth Ebeling, Nele Swanton, Rainer Krause, Björn Jacobsen vermutlich in einem Desaster“ hätte „enden“ können. Die fünf Schauspieler, die 17 Figuren in 48 Szenen spielten, seien „wandelbar ohne großen Kostümwechsel, textsicher, selbstironisch, spieltechnisch perfekt und [hielten] etwas aus“.
Im Jahr 2009 wirkte Swanton in Sören Helbings Kino-Kurzfilm Death TV in der Rolle eines Nerds beziehungsweise einer Hackerin mit, in dem in einer Fernsehsendung mit dem Titel Death-Star ein Supercomputer als mechanischer Henker fungiert. In Luisa Bells Kino-Kurzfilm inFaustus übernahm sie 2010 neben Jean Paul Baeck in der Titelrolle die Hauptrolle des Gretchens und in dem im selben Jahr aufgeführten Kino-Kurzfilm Pan von Selin Hiz die Rolle der Wendy. In der 2015 erschienenen Tragikomödie Schwester Weiß von Dennis Todorović war Nele Swanton neben den Hauptdarstellerinnen Željka Preksavec und Lisa Martinek, ebenso in einer tragenden Rolle besetzt wie Beatrice Richter und Anna Ottmann. Sie spielte dort Schwester Ruth, die mit ihrer Meinung, Schwester Martha mache ihrer Schwester zu viel Druck, da eine Amnesie Zeit brauche, nicht allein ist.

## Filmografie (Auswahl)
- 2010: Death TV (Kurzfilm)
- 2010: inFaustus (Kurzfilm)
- 2015: Schwester Weiß

## Theater (Auswahl)
Theater Aachen: 
- 2011: Schaf, Regie Martin Philipp ~ als Schaf
- 2012: Der goldene Drache von Roland Schimmelpfennig, Regie Ewa Teilmans ~ verschiedene Rollen

Westfälisches Landestheater
- 2012–2013: Urmel aus dem Eis von Max Kruse, Regie Tankred Schleinschock ~ Ensemblemitglied
- 2012–2013: Andorra von Max Frisch, Regie Tatjana Fernaus ~ Ensemblemitglied
- 2013: Die Brüder Löwenherz von Astrid Lindgren, Regie Tatjana Fernaus ~ Ensemblemitglied

Theater Aachen: 
- 2013: Die kleine Hexe von Otfried Preußler, Regie Dora Schneider ~ Ensemblemitglied
- 2013: Die sexuellen Neurosen unserer Eltern von Lukas Bärfuss, Regie Jenke Nordalm ~ Ensemblemitglied
- 2014–2016: West Side Story von Leonard Bernstein, Regie Ewa Teilmans ~ Ensemblemitglied
- 2014: Nora oder Ein Puppenheim von Henrik Ibsen, Regie Lilli-Hannah Hoepner ~ Ensemblemitglied
- 2014: Peer Gynt von Henrik Ibsen, Regie Ewa Teilmans ~ Ensemblemitglied
- 2015: Nina Hagen „Fürchtet euch nicht“, Regie Antje Prust ~ Ensemblemitglied
- 2015: Der Meister und Margarita von Michail Bulgakow, Regie Bernadette Sonnenbichler ~ Ensemblemitglied
- 2015: Faust I + II #konzentriert, Regie Christina Rast ~ Ensemblemitglied
- 2016: Weißes Kaninchen – Rotes Kaninchen, Regie Nasim Soleimanpour ~ Hauptrolle
- 2016: Wassa Schelesnowa von Maxim Gorki, Regie Ewa Teilmans ~ Ensemblemitglied
- 2016: Die Physiker von Friedrich Dürrenmatt ~ als Frau Missionar Lina Rose
- 2016: Der kleine Ritter Trenk ~ unter anderem als Schwein und Die Fürstin
- 2017: Der Kirschgarten von Tschechow, Regie Elina Finkel ~ Ensemblemitglied

## Auszeichnungen
Ausgezeichnet mit dem VdpS (Verband deutschsprachiger privater Schauspielschulen)-Siegel